# Liste der Republikstraßen in Bulgarien
Dies ist eine Liste der Republikstraßen in Bulgarien.

## Straßen 1. Ordnung
| Kurz | Name | Verlauf                                                                          | Länge  |
| ---- | ---- | -------------------------------------------------------------------------------- | ------ |
| R1   | I-1  | Grenze nach Rumänien – Donaubrücke 2 – Widin – Kulata – Grenze nach Griechenland | 421 km |
| R2   | I-2  | Grenze nach Rumänien – Russe – Warna                                             | 202 km |
| R3   | I-3  | Botewgrad – Bjala                                                                | 200 km |
| R4   | I-4  | Jablaniza – Schumen                                                              | 262 km |
| R5   | I-5  | Russe – Orliua                                                                   | 387 km |
| R6   | I-6  | Grenze nach Mazedonien – Kjustendil – Burgas                                     | 494 km |
| R7   | I-7  | Silistra – Lessowo – Grenze zur Türkei                                           | 322 km |
| R8   | I-8  | Grenze nach Serbien – Kalotina – Kapitan Andreewo – Grenze zur Türkei            | 382 km |
| R9   | I-9  | Grenze nach Rumänien – Durankulak – Malko Tarnowo – Grenze zur Türkei            | 315 km |

## Straßen 2. Ordnung
| Schild | Name  | Verlauf                                                       | Länge  |
| ------ | ----- | ------------------------------------------------------------- | ------ |
| R11    | II-11 | Widin – Nikopol                                               | 218 km |
| R12    | II-12 | Widin – Bregowo – Grenze nach Serbien                         | 26 km  |
| R13    | II-13 | Montana – Dolni Dabnik                                        | 104 km |
| R14    | II-14 | Widin – Iswor Machala – Grenze nach Serbien                   | 42 km  |
| R15    | II-15 | Wraza – Orjachowo                                             | 75 km  |
| R16    | II-16 | Mesdra – Sofia                                                | 79 km  |
| R17    | II-17 | Botewgrad –                                                   | 7 km   |
| R18    | II-18 | Ring um Sofia                                                 | 62 km  |
| R19    | II-19 | Simitli – Ilinden – Grenze nach Griechenland                  | 106 km |
| R21    | II-21 | Russe – Silistra                                              | 117 km |
| R23    | II-23 | Russe – Dulowo                                                | 113 km |
| R27    | II-27 | Nowi Pasar – Baltschik                                        | 109 km |
| R29    | II-29 | Warna – Kardam (Oblast Dobritsch) – Grenze nach Rumänien      | 80 km  |
| R34    | II-34 | Plewen – Nikopol                                              | 41 km  |
| R35    | II-35 | Plewen – Kamare                                               | 125 km |
| R37    | II-37 | Dschurowo – Dospat                                            | 212 km |
| R44    | II-44 | Sewliewo – Gabrowo                                            | 30 km  |
| R48    | II-48 | Omurtag – Mokren                                              | 62 km  |
| R49    | II-49 | Tutrakan – Targowischte                                       | 100 km |
| R51    | II-51 | Bjala – Swegor                                                | 100 km |
| R52    | II-52 | Nikopol – Nowgrad                                             | 72 km  |
| R53    | II-53 | Polikraischte – Sredez                                        | 212 km |
| R54    | II-54 | Wardim – Bjala                                                | 30 km  |
| R55    | II-55 | Weliko Tarnowo – Swilengrad                                   | 186 km |
| R56    | II-56 | Schipka – Plowdiw                                             | 100 km |
| R57    | II-57 | Stara Sagora – Nowoselez                                      | 40 km  |
| R58    | II-58 | Assenowgrad – Tschernootschene                                | 59 km  |
| R59    | II-59 | Momtschilgrad – Iwajlowgrad                                   | 86 km  |
| R62    | II-62 | Kjustendil – Samokow                                          | 80 km  |
| R63    | II-63 | Pernik – Slischowzi – Grenze zu Serbien                       | 66 km  |
| R64    | II-64 | Karlowo – Plowdiw                                             | 54 km  |
| R66    | II-66 | Popowiza – Sliwen                                             | 124 km |
| R71    | II-71 | Silistra – Obrotschischte                                     | 119 km |
| R73    | II-73 | Schumen – Karnobat                                            | 90 km  |
| R74    | II-74 | Dralfa – Weliki Preslaw                                       | 40 km  |
| R76    | II-76 | Charmanli – Elchowo                                           | 65 km  |
| R79    | II-79 | Elchowo – Burgas                                              | 90 km  |
| R80    | II-80 | – Grenze mit Griechenland                                     | 7 km   |
| R81    | II-81 | Lom – Sofia                                                   | 147 km |
| R82    | II-82 | Sofia – Kostenez                                              | 83 km  |
| R84    | II-84 | Razlog – Pasardschik                                          | 107 km |
| R86    | II-86 | Plowdiw – Burgas                                              | 133 km |
| R97    | II-97 | Ring von Dobritsch                                            | 24 km  |
| R99    | II-99 | Burgas – Sosopol – Zarewo – Malko Tarnowo – Grenze zur Türkei | 114 km |